# Meedhoo (Dhaalu)
Meedhoo  är en ö i Södra Nilandheatollen i Maldiverna.  Den ligger i administrativa atollen Dhaalu, i den centrala delen av landet, 140 km sydväst om huvudstaden Malé.